# أولاد صقر (مركز)
مركز أولاد صقر، مركز إداري مصري. يقع في محافظة الشرقية الواقعة في جمهورية مصر العربية. القاعدة الإدارية للمركز هي مدينة أولاد صقر.